# 亞赫連格斯科耶湖
60°12′49″N 41°19′54″E / 60.2136°N 41.3317°E
亞赫連格斯科耶湖（俄语：Яхреньгское озеро），是俄羅斯的湖泊，位於該國西北部，由沃洛格達州負責管轄，長1.05公里、寬0.35公里，面積0.6平方公里，湖岸線長度1.7公里。